# Wieprz (województwo śląskie)
Wieprz – wieś w Polsce, położona w województwie śląskim, w powiecie żywieckim, w gminie Radziechowy-Wieprz, nad rzeką Sołą, w Kotlinie Żywieckiej. Nad wsią góruje Grojec, który jest jednym z głównych celów wędrówek dla odwiedzających wieś turystów.
W latach 1975–1998 wieś należała administracyjnie do województwa bielskiego.

## Integralne części wsi
| części wsi | Bieguni, Bylcowie, Capuci, Czajowie, Do Bobra, Dudkowie, Figurzy, Jackowie, Koścówie, Kowale, Krzusowie, Nogowie, Nowy Dwór, Pustkowie, Soblowie, Stary Dwór, Zarębek |

## Historia
Nazwę miejscowości po raz pierwszy wymienia w latach 1470–1480 Jan Długosz w księdze Liber beneficiorum dioecesis Cracoviensis w zlatynizowanych staropolskich formach jako Wyeprze Maior oraz Wyeprze Minor. Były to dwie miejscowości leżące po przeciwnych stronach rzeki Soły.

## Infrastruktura społeczna
W Wieprzu znajduje się Szkoła Podstawowa im. Jana Klicha, hala i kompleks sportowy wraz z amfiteatrem oraz placem zabaw. We wsi funkcjonuje również parafia pod wezwaniem Niepokalanego Serca Najświętszej Maryi Panny, której służy kościół wybudowany przerwami po II wojnie światowej.
Wieś posiada ośrodek zdrowia, publiczne przedszkole oraz Dom Ludowy – Gminny Ośrodek Kultury (GOK). Działa tu Ochotnicza Straż Pożarna – OSP Wieprz.
W Wieprzu działa klub piłkarski – LKS „Jedność Wieprz”, aktualnie GKS Radziechowy–Wieprz oraz Koło Gospodyń Wiejskich.